# Лом (операція)

«Лом» (пол. Akcja Łom) — спеціальна диверсійна операція ІІ Речі Посполитої проведена з 7 жовтня до 28 листопада 1938 року з метою суспільно-політичної та військової дестабілізації Підкарпатської Русі, підготовки ґрунту для приєднання території краю до Угорського королівства і встановлення польсько-угорського кордону. Координувалася генеральним штабом Війська Польського з генеральним штабом угорської армії.

## Керівництво операції
Для реалізації операції при командуванні VI військового округу у Львові було створено штаб оперативної групи під керівництвом майора Е. Харашкевича (за іншими даними Фелікса Анкерштайна).
- Лянгнер Владислав - бригадний генерал Війська польського, начальник ОКК VI (Львів), відповідав за загальне керівництво акцією
- Харашкевич Едмунд ("Конрад", "Конрад II") - майор, начальник Експозитури II Головного штабу Війська польського (Варшава), відповідальний за акцію з центру
- Анкерштайн Фелікс[pl] ("Мальський", "Лом") - майор, заступник начальника Експозитури II Головного штабу Війська польського (Варшава), командуючий акцією "Лом"
- Орловський Станіслав ("Станіслав") - майор, референт генерала Лянгнера з питань групи "Лом" (спочатку - начальник штабу акції)
- Ромішовський Александер ("Флоріан") - дипломований капітан, начальник штабу акції (спочатку - оперативний офіцер)
- Бохенек Едмунд - підпоручник, ад'ютант командуючого акцією Фелікса Анкерштайна
- Герхенредер Якуб - капітан, начальник служби озброєння акції
- Подраза Станіслав - капітан, квартирмейстер акції
- Давидович Зиґмунт - капітан, скарбник акції
- Новоженюк Владислав ("Новий") - майор, командир партизанської підгрупи "Новий" (Стрий - Долина - Калуш)
- Борткевич Юліан ("Бачинський") - капітан, командир партизанської підгрупи "Адам" (Турка - Лісько - Сянік)
- Мельчарський Ян ("Бонецький") - капітан, командир диверсійної підгрупи "Розлуч"
- Міляновський Владислав ("Сулінський") - підпоручник резерву, командир диверсійної підгрупи "Стрий"
- Гуттри Владислав ("Гродзький") - капітан, диверсійний експонент в Ужгороді відповідальний за розвідку на території Підкарпатської Русі [3]

Штаб операції містився у Львові, в будинку по вулиці Баторія 8.

## Структура партизанських підгруп
До складу групи «Лом» входили дві диверсійні підгрупи: «Розлуч» та «Стрий», і дві партизанські: «Новий» (Стрий) та «Адам» (Сянки). 
- Підгрупа "Новий" (командир - майор Владислав Новоженюк)
  - 1-й загін "Чеслав" (смт. Славське) - капітан Чеслав Гавліковський
  - 2-й загін "Костек" (біля с. Лавочне) - поручик Константи Бордзіловський
  - 3-й загін "Шльонзак" (с. Климець) - поручик Казімєж Дилля
  - 4-й загін "Шимон" (с. Вишків) - капітан Шимон Полєк
  - 7-й загін "Шимек" (с. Швіца) - поручик Фелікс Є. ШИманський
- Підгрупа "Адам" (командир - капітан Юліан Борткевич)
  - 5-й загін "Ян" (с. Сянки) - капітан Ян М. Клепацький
  - 6-й загін "Станіслав" (с. Сянки) - капітан Станіслав Прус [5]

Підготовка диверсантів проводилася в вишкільному таборі в Розлучі. Разом підготовлено 7 груп («кампаній») диверсантів чисельністю по 80 чоловік, до складу яких входили спеціалісти з підривної, саботажної та диверсійної роботи, резервісти польської армії, добровольці зі складу польських парамілітарних організацій («Стрілецький Союз», «Федерація союзів захисту Вітчизни», «Бойова організація Заолжя» тощо). Добровольців вербували через спеціально створений «Комітет опіки захисників Вітчизни». Водночас було сформовано 17 партизанських груп («ватаг») по 15-30 осіб, які згодом реорганізували в партії. Агентурні дані акумулювалися працівниками польського консульства, за допомоги людей доктора Раухема та Юлія Марини.

## Диверсійні операції

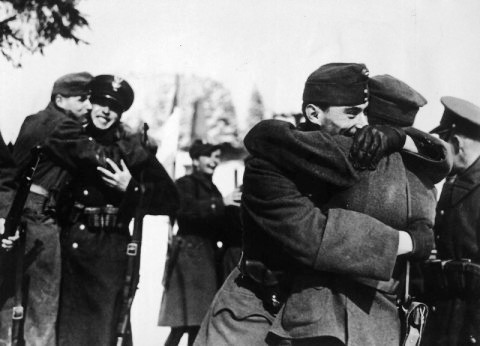
Братання угорських та польських солдатів на окупованій чехословацькій території

Наказ приступити до диверсійних дій майор Харашкевич отримав від начальника штабу II відділу Головного штабу полковника Пелчинського 19 жовтня 1938 року. У зв'язку з цим того ж дня на місце зосередження вирушив майор Анкерштайн. Проведення першої акції було заплановане через чотири дні після видачі наказу (22 жовтня).
Диверсійні операції підгрупи "Розлуч":
- Першими бійцями, які брали участь в операції, були члени бойового загону підгрупи "Розлуч". У ніч з 22 на 23 жовтня майор Анкерштайн вислав патруль диверсантів (трьох бійців і двох провідників) на чолі з Францішеком Шиндлером із завданням знищити лінії дротового зв'язку та мости на околиці Оленьово на трасі між Свалявою та Перечином. У результаті акції було знищено міст на шляху між Нижні Ворота та Уклином, що свідчить про те, що бійці поставленої мети не досягли.
- Початок другої кількаденної акції був призначений на 24 жовтня. У ній взяли участь три бійці разом з командиром Леоном Семболем та провідником. Патруль мав знищити два автомобільні мости та трасі Ладомирів - Малий Березний, що на території Східної Словаччини поблизу кордону з Підкарпатською Руссю. У результаті диверсійних дій був знищений міст на шосе поблизу села Убля (20 км. на південний схід від м. Стащин).
- Третя акція, в якій взяли участь члени групи капітана Мельчарського, тривала з 28 жовтня по 1 листопада. Групою з п'яти осіб (з них двоє провідників) командував Отто Боцек. Метою вилазки було знищення транспортних мостів поблизу населених пунктів Уклин, Оленьово та Поляна. У цьому місці раніше діяла група під командуванням Ф. Шиндлера. У цей раз акція завершилась невдачею.
- Четверта акція 8-10 листопада була найбільшим завданням підгрупи "Розлуч". На чолі групи у складі 16 осіб був Конрад Ґудерський ("Конрад III"), яку додатково прикривала партизанський загін у складі 14 бійців на чолі з Владиславом Дреліхажем з підгрупи "Новий". Обидві диверсійні групи мали підірвати два мости поблизу Нижніх Воріт, зайняти цей населений пункт (і утримувати його щонайменше дві години), розорити будинки місцевої пошти й поліцейські пости, підірвати телефонні лінії і знищити прикордонні пости у довколишніх селах. Місцеве населення слід було закликати до бунту та повстання проти чехословацької влади. Вночі 10 листопада було підірвано обидва мости біля Нижніх Воріт. У процесі акції було взято у полон 20 чехословацьких жандармів та прикордонників, чого не було передбачено завданням акції.
- 8-11 листопада група у складі шести бійців разом з керівником Леоном Семболем та провідником підгрупи "Розлуч" мали повторно підірвати міст на околицях села Убля на території Східної Словаччини. Через охорону мосту чехословацькими солдатами завдання не вдалося виконати. Проте, повертаючись назад, група знищила ділянку шляху між селами Старина та Велика Поляна за 15 км на північний схід від м. Стащин (словац. Stakčín).
- Шоста акція підгрупи "Розлуч" тривала 8-12 листопада під командуванням Францішека Бжежняка. Метою акції був міст на шосе Тур'ї Ремети - Порошково. Успішне виконання завдання мало важливе тактичне значення тому, що об'єкт був знищений після зайняття Угорщиною південної частини Підкарпатської Русі (Ужгорода, Мукачева і Берегово).
- Остання акції підгрупи "Розлуч" 14-17 листопада була третьою спробою підірвати міст між Ладомировом та Ублею на Східній Словаччині. Як і у випадку попередніх атак на цей об'єкт, акція, яку виконувала група з п'яти осіб на чолі під командуванням Яна Філіпека, закінчилася невдачею.[6]

Порівняно з акціями добровольців із Заолжя, які увійшли до складу загонів з підгрупи "Розлуч", дії інших груп були менш результативними. Деякі акції, у яких брали участь члени Стрілецького союзу з підгруп "Новий", "Адам" або "Сулінський", взагалі закінчилися невдачею.

## Підсумки операції
Внаслідок проведеної в ході реалізації операції диверсійної роботи на території північних округів Підкарпатської Русі (на північ від лінії Перечин–Порошкове–Свалява–Воловець) було знищено або пошкоджено 1 залізничний і 12 автошляхових мостів, 1 водогінна вежа, центральне телефонне відділення та будинок пошти, у 27 місцях зірвано телефонні лінії. З метою залучення третьої сторони, від імені «українських націоналістів» поширено антирумунські листівки. І хоч польська диверсійна операція була результативнішою за угорську, сподіваного результату вона не досягла. Поляки зазнали значних втрат.
Протистояли диверсантам підрозділи Карпатської Січі, Служби охорони держави та армії Чехословацької республіки.